# Aargau
Aargau är en av Schweiz 26 kantoner. Namnet Aargau kommer från flodnamnet Aare i kombination med det tyska ordet gau och betyder ungefär "området kring Aare".

## Geografi

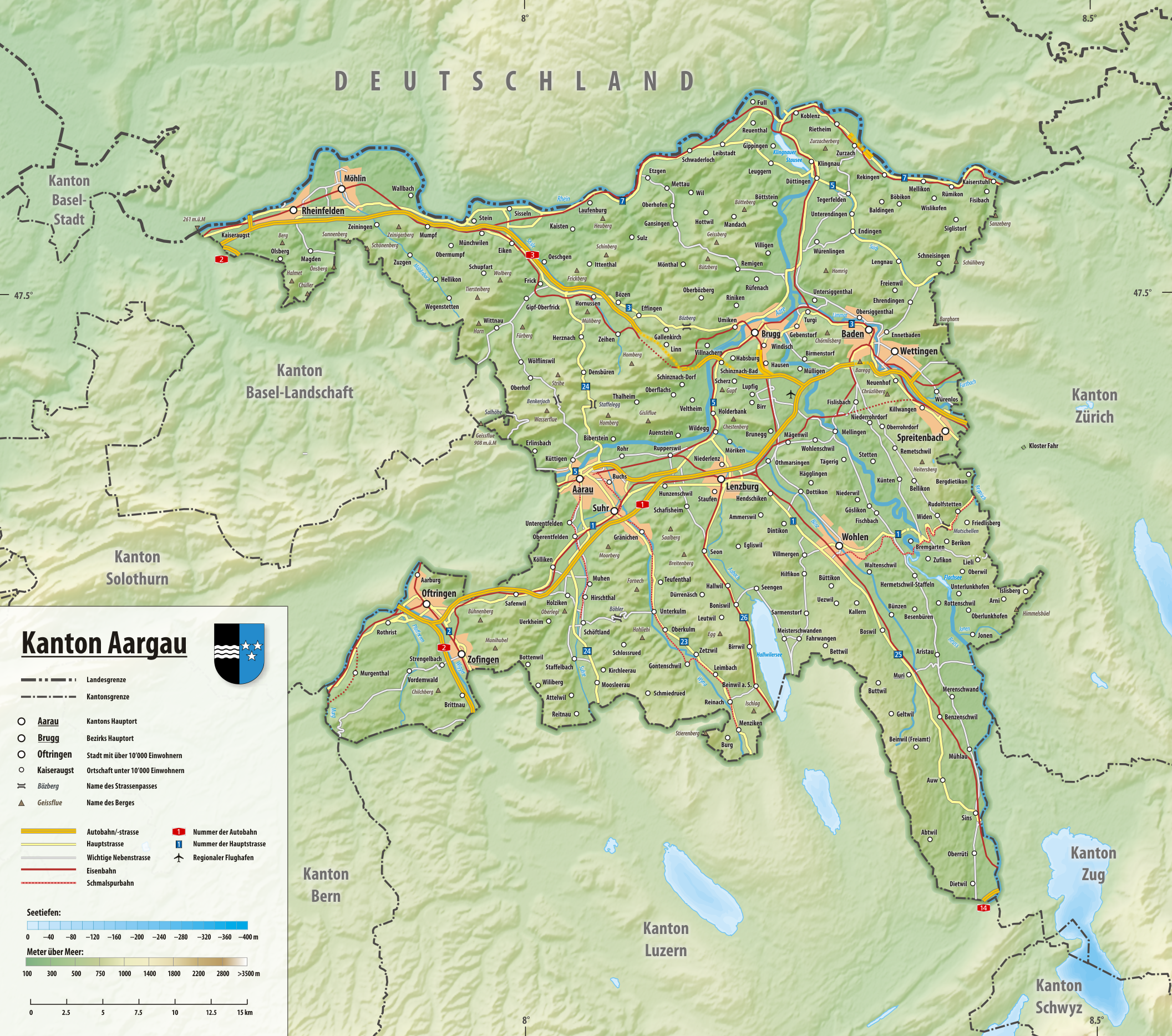

Aargau ligger i norra Schweiz i Mittlandet och delvis i Jurabergen. Aargau gränsar till Tyskland i norr, Zürich i öst, Zug och Luzern i söder samt Basel-Landschaft och Solothurn i väst.
Genom Aargau rinner floderna Aare, Limmat, Reuss och Rhen. Bortsett från Aare och Rhen flyter de flesta vattendrag åt nord eller nordost. De största sjöarna är Hallwilersee och vattenmagasinet vid Klingnau. Aargau är en av de plattare kantonerna i Schweiz, men har trots detta ett böljande landskap med skogbeklädda kullar och odlade dalar.

### Indelning
Aargau är uppdelat i 11 distrikt:
- Aarau, huvudort: Aarau
- Baden, huvudort: Baden
- Bremgarten, huvudort: Bremgarten
- Brugg, huvudort: Brugg
- Kulm, huvudort: Unterkulm
- Laufenburg, huvudort: Laufenburg
- Lenzburg, huvudort: Lenzburg
- Muri, huvudort Muri
- Rheinfelden, huvudort: Rheinfelden
- Zofingen, huvudort: Zofingen
- Zurzach, huvudort: Bad Zurzach

Aargau är uppdelat i 200 kommuner. Se Lista över kommuner i kantonen Aargau

## Historia

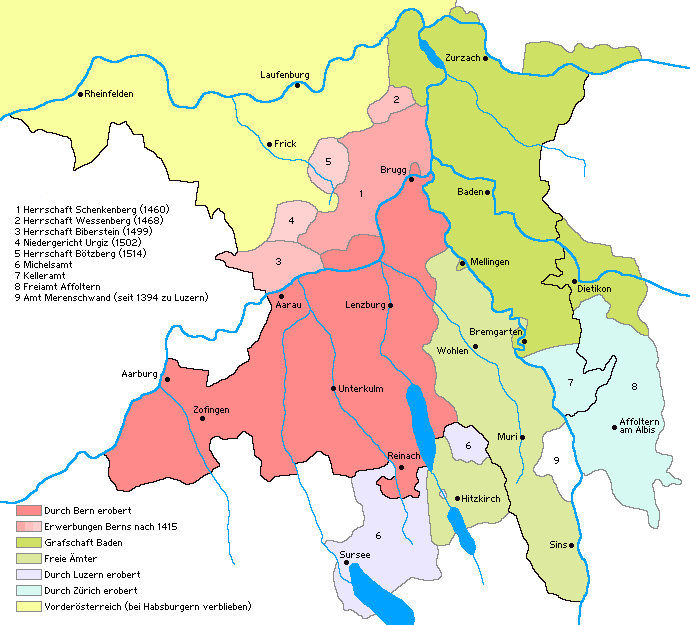
Delningen av Aargau 1415. Nuvarande kantonsgräns i svart.

### Fram till 1415
Under den romerske kejsaren Tiberius anlades ett legionsläger i Windisch (Vindonissa). Andra romerska enheter förlades till Kaiseraugst (Augusta Raurica) och Bad Zurzach för att skydda Rhenövergångar.
Aargau omnämns först år 795 och omfattade då området mellan Aare och Reuss, eventuellt även områden i Berner Oberland och väster om Aare. Genom fördraget i Verdun 843 tillföll landet öster om Aare det Östfrankiska riket. I kyrkligt hänseende kom det till Konstanz stift. 
På 900-talet behärskades området av Burgund men övergick senare i det tyskromerska riket. Under 10- och 1100-talet var grevarna av Lenzburg viktiga makthavare. Senare blev regionen ett centrum för Habsburgarna.

### Schweizarna erövrar Aargau
I samband med en konflikt mellan Habsburg och den tysk-romerske kejsaren Sigismund erövrade schweizarna 1415 Aargau. De sydvästra delarna med Zofingen, Aarburg, Aarau, Lenzburg och Brugg tillföll Bern. Habsburg behöll de nordvästra delarna, det nuvarande Fricktal, medan Zürich och Luzern fick mindre områden. De centrala delarna: grevskapet Baden och Freiamt förvaltades gemensamt av edsförbundet. Detta var det första området som edsförbundet förvaltade, vilket stärkte banden mellan kantonerna genom att deras representantmöten (Tagsatzung) hölls oftare. Mötena hölls ofta i Baden.

### I det gamla edsförbundet
De delar som stod under Berns och Zürichs inflytande reformerades, medan andra förblev katolska. De inomschweiziska spänningarna efter reformationen ledde till flera krig i området. Situationen lugnade sig först efter freden i Aargau 1712.
Under 1600-talet började judiska handlare att bosätta sig i Endingen och Legnau i norra grevskapet Baden. 1776 blev dessa orter de enda där judar fick bo i Schweiz. Efter att bosättningsfrihet (1866) och religionsfrihet (1874) införts flyttade många därifrån.

### Från 1798
1798 erövrades Aargau av Frankrike. Under en kort tid var Aarau den helvetiska republikens första huvudstad och med mediationsakten från 1803 uppstod den nuvarande kantonen Aargau genom en sammanslagning huvudsakligen av grevskapet Baden, Freiamt, Fricktal och de delar som Bern hade erövrat från habsburgarna nära 400 år tidigare. Kantonens bestående fastslogs senare av Wienkongressen.
Runt år 1830 började man anlägga vattendrivna spinnerier mellan Baden och Brugg.
I sonderbundkriget stödde Aargau edsförbundets tagsatzung och röstade även för införandet av förbundsstaten.

## Turism
- I Kaiseraugst står en romersk amfiteater kvar.
- Det finns många slott och borgar i Aargau, ofta med medeltida ursprung. Bland de mer kända återfinns slotten Habsburg, Lenzburg och Wildegg.
- Aarau har en stor, välbevarad och vackert belägen gammal stadskärna.
- Baden, Zurzach och Rheinfelden är kurorter med större spa-anläggningar.